# Irma Baltuttis

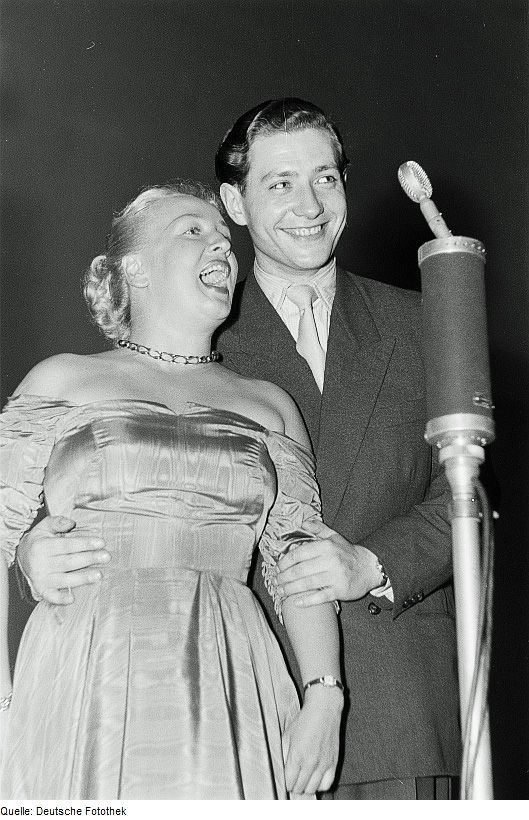
Irma Baltuttis 1953 mit Fred Frohberg

Elsbeth Johanna Irma Baltuttis (* 28. September 1920 in Leipzig; † 20. Mai 1958 ebenda) war eine deutsche Schlagersängerin.

## Leben
Irma Baltuttis wurde als Tochter von Ernst Baltuttis und seiner Frau Elsa, geborene Hamann, im Leipziger Stadtteil Leutzsch geboren. Ihre Eltern erkannten früh ihr musikalisches Talent und förderten ihre musikalische Ausbildung.
1947 war das Rundfunktanzorchester Leipzig unter der Leitung von Kurt Henkels gegründet worden, bei dem Irma Baltuttis ab 1948 Stammsängerin wurde. Ihre Gesangspartner bei Duetten waren unter anderen Hanns Petersen, Fritz Hemmann und Fred Frohberg, mit dem sie gleich in der ersten Sendung der Schlagerlotterie 1953 mit dem Titel Weil ich dich so lieb hab den ersten Platz belegen konnte. Neben Veranstaltungsauftritten wurden Rundfunkaufnahmen produziert, von denen während ihrer zehnjährigen Tätigkeit mit dem Orchester zahlreiche als Schallplatten beim DDR-Label Amiga erschienen. Obwohl auch, politisch gefordert, sowjetische Titel nicht fehlen durften (Komm mit nach Saratow), konnten zu dieser Zeit noch zahlreiche westdeutsche Kompositionen übernommen werden. So waren auch Aufnahmen mit der Westberliner Combo Heinz Becker und seine Solisten möglich.
1950 heiratete Irma Baltuttis Max Herricht, einen Arzt, der später im Dienste der Nationalen Volksarmee stand. 1958 kam Irma Baltuttis mit 37 Jahren durch einen Sturz aus einem Fenster ums Leben. Die näheren Umstände ihres Todes wurden nicht geklärt. Fred Frohberg sprach von einem Kurzschluss-Freitod. Sie wurde auf dem Südfriedhof in Leipzig beerdigt. Die Grabstätte wurde 1998 aufgelöst.

## Diskografie (Auswahl)
- 1948 – Die Sonne geht schlafen – (G. Froboess, L. Breiten) – Kurt Henkels
- 1949 – Die kleine Fischerhütte – Duett mit Peter Cornehlson – (E. Brandner) – Kurt Henkels
- 1949 – Der Regenpfeifer – (A. Beul) – Kurt Henkels
- 1951 – Komm mit nach Saratow – (M. G. Fradkin, sowjetischer Foxtrott) – Kurt Henkels
- 1951 – Ich hab’ mich so an dich gewöhnt – (F. Rotter, Gaze) – Heinz Becker
- 1951 – Wenn du wüßtest, ach, wie ich dich liebe – Duett mit Hanns Petersen – (R. Zimmermann) – Kurt Henkels
- 1952 – Übers Jahr, wenn die Kornblumen blühen – (W. Cyprys, E. Bader) – Heinz Becker
- 1953 – Weil ich dich so lieb hab – Duett mit Fred Frohberg – (Siegfried Jordan)
- 1953 – Spatz und Spätzin –  Duett mit Hanns Petersen – (Heinz Nier) – Kurt Henkels
- 1953 – In einer kleinen Schenke dicht am Hafen – Duett mit Fritz Hemmann – (Gerd Natschinski) – Gerd Natschinski
- 1954 – Jeder Tag kann so voll Sonne sein – (W. Eichenberg, Koch, H. Kießling) – Kurt Henkels,
- 1955 – Ganz Paris träumt von der Liebe – (C. Porter, K. Feltz) – Kurt Henkels